# کارلوس کاسدا
کارلوس کاسدا (انگلیسی: Carlos Cáceda؛ زادهٔ ۲۷ سپتامبر ۱۹۹۱) بازیکن فوتبال اهل پرو است.
از باشگاه‌هایی که در آن بازی کرده‌است می‌توان به تیم ملی فوتبال پرو اشاره کرد.
وی همچنین در تیم ملی فوتبال تیم ملی فوتبال پرو بازی کرده‌است.